# Castlevania: Curse of Darkness
Castlevania: Curse of Darkness es un videojuego de la serie de Konami Castlevania que fue lanzado el 27 de septiembre de 2005 para PlayStation 2 y Xbox. Con el éxito de su antecesor Castlevania: Lament of Innocence para PlayStation 2, la saga en 3D se ha purificado y alcanzado un nuevo nivel de jugabilidad, desarrollo, efectos, etc. Tiene un formato muy parecido al Castlevania: Symphony of the Night con mejoras en el manejo del personaje, entre otras. 

## Historia
La historia comienza en el año de 1479, tres años después de los eventos sucedidos en Castlevania III: Dracula's Curse, en el cual el legendario cazavampiros Trevor Belmont derrotó a Drácula, pero este al morir dejó una maldición en toda Europa la cual hace que se dispersen enfermedades, que la gente actúe con violencia. Durante toda esta devastación esta Héctor, un Devil Forgemaster el cual trabajó bajo las órdenes del Conde Dracula pero este le traiciona durante los eventos en donde Trevor peleó con él. Al final este creció disgustado debido a los método brutales usados por Dracula hacia las personas, Héctor deja Castlevania y renuncia a sus poderes para vivir entre los humanos, tomando por primera vez una vida tranquila y pacífica. Cuando la prometida de Héctor (Rosaly) es acusada de brujería por el pueblo, la queman viva como a toda una bruja, después Héctor se entera de este trágico suceso y que fue comandado por su antes amigo y también Devil Forgemaster que trabajaba bajo las órdenes de Dracula, Isaac. Buscando venganza, Héctor va en busca de su antiguo colega en donde ellos fueron criados, y otra vez de vuelta a la vida infernal que vivió y que creyó que ya había dejado atrás, Castlevania.

## Personajes
- Héctor: Es el protagonista del juego, un Forjador de Diablos inocentes. Traicionó a Drácula y se retiró para tener una vida mejor. Vuelve a Castlevania una vez más para recuperar sus poderes (a los cuales renunció) para llevar a cabo su venganza contra su antiguo aliado Isaac y traer paz a la tierra de Valaquia.

- Trevor Belmont: Miembro del clan Belmont. Porta el antiguo látigo legendario de su familia (Vampire Killer). No aparece hasta más tarde, dentro del mismo juego, teniendo un duelo con Isaac por ser un Forjador de Demonios, los cuales él tiene entendido que son los sirvientes más poderosos de Drácula y que pueden igualar la fuerza y poder de la Muerte (Death). Cuando terminas el juego como Héctor, si en tu nuevo juego introduces @TREVOR como nombre podrás jugar con él toda la aventura.

- Isaac: Es un Forjador de Demonios y también colega de Héctor, él sigue siendo fiel hacia Drácula aún desde que Trevor venció a este hace ya 3 años. Dentro del juego te encontrarás con Isaac y te enfrentarás con él.

- Drácula: Es el enemigo principal dentro de las historias de Castlevania. Es revivido en una forma imperfecta con la ayuda del cuerpo de Isaac y la magia de su mejor confidente y sirviente, la Muerte.

- Julia Laforeze: Esta joven es la hermana de Isaac, la cual es una bruja. Ella te provee de ítems durante el juego así como también una guardería para tus Innocent Devils. Durante la historia Héctor se da cuenta de que Julia tiene un gran parecido a su amor fallecido, Rosaly.

- Zead: Este es un extraño monje el cual le ofrece ayuda a Héctor y también está en contra de la maldición de Drácula. Te lo topas por muchos lugares dentro del juego y poco a poco te das cuenta de que un individuo llamado St. Germain lo trata de detener. Después dentro del juego te enteras de sus verdaderas intenciones.

- St. Germain: Es un individuo que busca a Zead. Tiene la habilidad de viajar en el tiempo. Durante el juego constantemente le pide a Héctor que detenga su búsqueda de venganza contra Isaac, pero este no le hace caso y continúa en su búsqueda para posteriormente pelear contra Héctor; se da cuenta de que Héctor tiene una gran fortaleza y puede vencer la maldición, así que lo deja para seguir en su objetivo.

- La Muerte: Este personaje, que es muy probable que salga en cualquier Castlevania, tiene un papel poco duradero durante este juego, ya que él es el mismísimo Zead (Zead/Death) pero disfrazado de un monje amigable. Es el principal personaje que arma el complot entre Héctor e Isaac para poder tomar el cuerpo de uno de ellos y con su magia revivir a su amo, el Conde Drácula, pero en una forma imperfecta.

## Recepción
Muchos fanáticos de la serie se sintieron un poco defraudados por este juego ya que al ser una secuela del famoso Castlevania III se esperaba que fuera mucho más allá de Lament of Innocence, además del hecho que se usa una espada y no un látigo y, que el famoso Trevor Belmont queda en segundo plano, habiendo sido él uno de los más grandes cazavampiros de todos los Castlevania.
A pesar de todo lo anteriormente dicho, un amplio sector de aficionados a la saga, consideran a este Castlevania como uno de los mejores. 
De entre lo mejor que ofrece el juego es el hecho de que luego de terminarlo, se tiene la oportunidad de jugar con Trevor Belmont 15 años después de su primera aparición en Dracula's Curse, el mejor Castlevania existente en su época, pudiendo volver a jugarlo (replay value) para terminar el juego con alguno de los personajes secundarios y ver un desenlace distinto. Mantiene todas las habilidades que poseía en el juego original como las hachas, búmeran en cruz, etc. y además se tiene la opción de subirle la vida como se haría en el primer título de PS2, Castlevania: Lament of Innocence.

## Innocent Devils
Una particularidad de Castlevania CoD es la de poder invocar a los Innocent Devils. Estos vienen a ser como los familiares de Castlevania Symphony of The Night, y de igual manera los Innocent pueden evolucionar. Acompañan a Héctor y cuentan con la capacidad de evolucionar mediante el uso de un tipo específico de armas que, al derrotar a los monstruos del juego, este arroje cristales de evolución (o "Evo Crystals" en inglés). Además, los Innocent Devils pueden dejar huevos o "Devil Shared" tras un cierto tiempo o cierta cantidad de enemigos derrotados que hacen el papel de "hijos". Al ir a la tienda de Julia, se puede alumbrar a estos huevos y bautizarlos (ponerles nombre) a nuestro antojo. 
Los Innocent Devil no evolucionan en una forma lineal sino que pueden terminar su evolución de distintas formas a gusto del jugador (a excepción del innocent tipo demonio). Existen cuatro evoluciones finales para los Innocent de tipo hada y mago, y cinco evoluciones finales para los de tipo ataque, volador y calabaza (Pumpkin). Así, podemos tener varios Innocent Devil de un mismo tipo pero con características distintas (ataques, energía, corazones, defensa, suerte, etc.) según la evolución en la que se encuentre. También, aumentan los parámetros básicos de Héctor como son ataque, defensa, suerte, etc. y pueden aumentar de nivel al igual que este, salvo que el máximo nivel al que podrán llegar será uno menos que en el que se encuentre Héctor.
Cada tipo de Innocent Devil posee una habilidad distinta innata y los iremos adquiriendo según la zona donde nos encontremos. Así, los de tipo hada se caracterizan por ser curadores y abrir cofres diversos. Los de tipo ataque (tal como su nombre lo dice) abren puertas y cuentan con más defensa y ataque que los de tipo hada. Los voladores nos permiten llegar a zonas alejadas que no se puede llegar utilizando doble salto por medio de su habilidad "glide" (y "long glide" para ciertas evoluciones). Los de tipo mago nos permiten congelar el tiempo e incluso golpear a los monstruos en dicho estado; y los de tipo demonio tan sólo con la habilidad de poder adherirse en los pisos para atravesar las paredes con hoyos y avanzar. Lastimosamente, los Innocent de tipo calabaza no cuentan con alguna habilidad innata, pero si aumentan considerablemente los parámetros de Héctor como ataque o suerte.
Podremos llevar uno o varios Innocent del mismo tipo según nuestro gusto, obtener generaciones con mayores parámetros de energía según nuestros primeros Innocent posean niveles más altos, e incluso liberarnos de ellos o vender los huevos. Todo ello solo es posible desde la tienda de Julia en la zona de Baljhet Mountains. Este es uno de los mayores atractivos de Castlevania Curse Of Darkness pues permite obtener un archivo personalizado de nuestro personaje e Innocent Devils.
Cabe mencionar que en la versión de PlayStation 2 de este juego podremos encontrar un ítem exclusivo llamado "moai statue" si tienes en la Memory Card un archivo guardado de Castlevania: Lament of Innocence que puede ser utilizado tanto para rellenar la salud de Héctor al máximo o venderlo a Julia por una cantidad considerable de dinero. El uso de este ítem es único y podremos encontrarlo en las afueras del castillo abandonado al principio del juego.